# Myra Warhaftig
Myra Warhaftig (hebrejsky הטכניון – מכון טכנולוגי לישראל; 11. března 1930 Haifa – 4. března 2008 Berlín) byla německo-izraelská architektka, historička architektury a spisovatelka.

## Životopis
Myra Warhaftig vyrostla v Haifě. Po studiu architektury na Technionu v Haifě (mimo jiné u Alexandra Kleina) se přestěhovala do Paříže. Tam pracovala v architektonické kanceláři Candilis-Josic-Woods a seznámila se s Manfredem Schiedhelmem. V roce 1963 Candilis-Josic-Woods zvítězil v mezinárodní soutěži Freie Universität Berlin. Shadrach Woods založil s Manfredem Schiedhelmem kancelář v Berlíně na Magdeburger Platz. Myra Warhaftigová pracovala na nové univerzitní budově (1967-1973) a zůstala v Berlíně. Doktorát dokončila prací Die Behinderung der Emanzipation der Frau durch die Wohnung und die Möglichkeit zur Überwindung [Bránění emancipaci žen bydlením a možnost jeho překonání na TU v Berlíně spolu s Juliusem Posenerem a Norbertem Schmidtem-Relenbergem. Myra Warhaftigová postavila v rámci Mezinárodní stavební výstavy 1987 (IBA Berlin) v Berlíně-Kreuzbergu na Dessauer Straße 39 vícegenerační dům (1993), v němž žila až do své smrti. Pro návrh obytných půdorysů převzala myšlenku bytu bez chodby od Alexandra Kleina.
Vyučovala bytovou výstavbu na katedře architektury Technické univerzity v Berlíně, na Gesamthochschule Kassel a na Hochschule Anhalt Dessau. Věnovala se výzkumu života a díla německy mluvících židovských architektů a spolu s Hedwigou Wingelerovou, Juttou Sartoryovou, Günterem Schluschem a dalšími založila v Berlíně stejnojmenné sdružení.